# Жозе Белтрау
Жозе Белтрау (порт. José Beltrão, 27 листопада 1905 — 1948) — португальський вершник.
Бронзовий призер Олімпійських Ігор 1936 року в командному конкурі.